# Adelocephala
Adelocephala é um gênero de mariposa pertencente à família Bombycidae.